# Moravski Bujmir
Moravski Bujmir (pronunciación en serbio: /Моравски Бујмир/) es un pueblo del municipio de Aleksinac, Serbia. Según el censo de 2002, el pueblo tiene una población de 207 personas. 